# Ósmy gabinet Roberta Menziesa
Ósmy gabinet Roberta Menziesa – trzydziesty dziewiąty gabinet federalny Australii, urzędujący od 10 grudnia 1958 do 22 grudnia 1961. Był piątym z rzędu gabinetem koalicyjnym Liberalnej Partii Australii (LPA) i Partii Wiejskiej (CP), a także jedynym w historii Australii ósmym gabinetem jednego premiera. 

## Okoliczności powstania i dymisji
Gabinet urzędował przez pełną, trzyletnią kadencję Izby Reprezentantów. Powstał po wyborach z 1958 roku, w których koalicja LPA-CP obroniła władzę sprawowaną od 1949 roku. Zgodnie z zasadami australijskiego systemu politycznego zakończył działalność wkrótce po następnych wyborach, przeprowadzonych w grudniu 1961. W głosowaniu tym koalicja zwyciężyła po raz kolejny, co umożliwiło premierowi Robertowi Menziesowi sformowanie swojego dziewiątego gabinetu. 

## Skład
| stanowisko                                                               | osoba            | partia | od              | do              |
| ------------------------------------------------------------------------ | ---------------- | ------ | --------------- | --------------- |
| premier                                                                  | Robert Menzies   | LPA    | 10 grudnia 1958 | 22 grudnia 1961 |
| minister handlu                                                          | John McEwen      | CP     | 10 grudnia 1958 | 22 grudnia 1961 |
| minister skarbu                                                          | Harold Holt      | LPA    | 10 grudnia 1958 | 22 grudnia 1961 |
| minister spraw zagranicznych                                             | Richard Casey    | LPA    | 10 grudnia 1958 | 4 lutego 1960   |
| minister spraw zagranicznych                                             | Robert Menzies   | LPA    | 4 lutego 1960   | 22 grudnia 1961 |
| minister kierujący Związkową Organizacją Badań Naukowych i Przemysłowych | Richard Casey    | LPA    | 10 grudnia 1958 | 4 lutego 1960   |
| minister rozwoju narodowego                                              | Bill Spooner     | LPA    | 10 grudnia 1958 | 22 grudnia 1961 |
| wiceprzewodniczący Federalnej Rady Wykonawczej                           | Bill Spooner     | LPA    | 10 grudnia 1958 | 22 grudnia 1961 |
| minister obrony                                                          | Athol Townley    | LPA    | 10 grudnia 1958 | 22 grudnia 1961 |
| minister ds. terytoriów                                                  | Paul Hasluck     | LPA    | 10 grudnia 1958 | 22 grudnia 1961 |
| minister pracy i służby zasadniczej                                      | William McMahon  | LPA    | 10 grudnia 1958 | 22 grudnia 1961 |
| minister lotnictwa cywilnego                                             | Shane Paltridge  | LPA    | 10 grudnia 1958 | 5 lutego 1960   |
| minister żeglugi i transportu                                            | Shane Paltridge  | LPA    | 10 grudnia 1958 | 5 lutego 1960   |
| minister poczty                                                          | Charles Davidson | CP     | 10 grudnia 1958 | 22 grudnia 1961 |
| minister imigracji                                                       | Alec Downer      | LPA    | 10 grudnia 1958 | 22 grudnia 1961 |
| prokurator generalny                                                     | Garfield Barwick | LPA    | 10 grudnia 1958 | 22 grudnia 1961 |
| minister przemysłu podstawowego                                          | Charles Adermann | CP     | 4 lutego 1960   | 22 grudnia 1961 |